# Gosince
Gosince (macedónul: Гошинце, albánul Goshinca) település Észak-Macedóniában, a Északkeleti körzetben, Lipkovo községben.

## Népesség
| Lakosok száma | 631  | 647  | 689  | 512  | 508  |      | 646  | 424  | 167  |
|               | 1948 | 1953 | 1961 | 1971 | 1981 | 1991 | 1994 | 2002 | 2021 |

- 2002-ben 424 lakosa volt, akik közül 420 albán, 1 bosnyák és 3 egyéb.